# Гленвилл, Джозеф
Джозеф Гленвилл (англ. Joseph Glanvill; 1636, Плимут — 4 ноября 1680, Бат) — английский писатель, церковный деятель и философ.

## Биография
Вырос в семьепуритан. Получил образование в Оксфорде, степень магистра в 1658 году. Викарий во Фруме с 1662 года. Член Королевского общества с 1664 года. С 1666 по 1680 годы пастор Батского аббатства. Умер в 1680 году.

## Взгляды
В книге «Триумф саддукеев» (1681) Гленвилл, опираясь на свидетельства очевидцев, защищал веру в привидения, полтергейст, левитацию и колдовство. Тем самым он хотел доказать реальность потустороннего мира и опровергнуть атеистический материализм.  В то же время Гленвилл выступал за использование экспериментального методов в науке, критиковал догматизм приверженцев Аристотеля и был близок к пирронизму.

## Список сочинений
- The Vanity of Dogmatizing, 1661
- Essays on Several Important Subjects in Philosophy and Religion, 1676
- Essay Concerning Preaching, 1678
- Sadducismus Triumphatus, 1681